# The Hippos
I The Hippos sono stati un gruppo musicale statunitense formatosi nel 1995 e scioltosi nel 2002.

## Storia del gruppo
Fondato da Ariel Rechtshaid (voce e chitarra), James Bairian (basso), Kyle Briggs (batteria), Louis Castle (tromba) e Rich Zahniser e Danny Rukasin (tromboni) a Los Angeles nel 1995, il gruppo inizia la sua carriera con numerosi concerti nel sud California e con la pubblicazione indipendente di una cassetta intitolata Attack of the Killer Cheese. Il debutto ufficiale avviene con l'album Forget the World, pubblicato dalla Vagrant Records e dalla Fueled by Ramen nel 1997. Nel 1999 firmano invece con la Interscope Records, con cui pubblicano il secondo album Heads Are Gonna Roll.
L'anno successivo il batterista Kyle Briggs lascia la band. Gli altri membri continuano a registrare un nuovo album nel 2000 con diversi batteristi, ma presto decidono di abbandonare il progetto e di sciogliere il gruppo. Il loro ultimo album, omonimo e postumo, viene comunque pubblicato nel 2003 dalla Fanscape Music e dall'Olympic Records.

## Formazione
- Ariel Rechtshaid – voce, chitarra, tastiera, sintetizzatore (1995-2002)
- James Bairian – basso (1995-2002)
- Kyle Briggs – batteria, percussioni (1995-2000)
- Louis Castle – tromba, tastiera (1995-2002)
- Rich Zahniser – trombone, tastiera, sintetizzatore (1995-2002)
- Danny Rukasin – trombone, tastiera (1995-2002)

## Discografia

### Album in studio
- 1997 – Forget the World
- 1999 – Heads Are Gonna Roll
- 2003 – The Hippos

### Demo
- 1995 – Attack of the Killer Cheese
- 1998 – Heads Are Gonna Roll